# Křesťanství u Romů
Romové přebírají náboženské vyznání většinové společnosti. V Evropě se nejčastěji hlásí ke křesťanství, do kterého vnáší prvky své původní lidové víry. V souvislosti s Romy tak můžeme mluvit o specifické podobě křesťanství a postoje k němu.

## Romská religiozita
Obecně se dnes má za to, že Romové pocházejí ze severní Indie. Rekonstruovat vliv původní indické víry na současné náboženské přesvědčení Romů je ale velmi problematické, neboť Romové v Indii patřili pravděpodobně k nejnižší, sociálně znevýhodněné kastě averne. Zřejmě nejvíce byly u Romů zakořeněny představy cyklického systému světa a víra v znovuzrození. Uctívali pravděpodobně také obrazy božstev, což je jedna ze základních praktik tradičních indických náboženství, dnes označovaných jako hinduismus. Další problém, který znesnadňuje rekonstrukci původní míry náboženského přesvědčení tkví v tom, že Romové při své cestě na západ běžně přebírali náboženské představy majority, přičemž pravděpodobně nejvýznamnějším byl manicheismus, se kterým se střetli v Persii. V manicheistickém "kastovním" systému pravděpodobně patřili k nejnižší třídě auditores (posluchači), tito aktivní laici mohli podporovat "vyvolené", o stupeň vyšší třídu. Do této třídy dokonce mohli spadat při svém dalším zrození. Romský výraz degeš, který byl původně používán k označení rituálně nečisté osoby, může být dokladem možného vlitu kastovního systému na romskou kulturu. Dnes se tento výraz vztahuje na osoby špinavé, chudé, závislé na drogách a další, kterými je pohrdáno.  Existují domněnky, že se v 11. století Romové označovali řeckým termínem Atsiganoi, což je byzantský termín pro vyznavače manicheismu. Původ tohoto slova však není bezpečně osvětlen. Novější výzkumy dnes ukazují, že tento termín mohl označovat zvyk oddělovat se od jiných skupin obyvatelstva. Romové mohli být takto označováni, protože měli jiné zvyky a zásady než většinové obyvatelstvo. Z toto termínu pak vznikl exoetnonymum Cigán. Velkým zastáncem teze o indickém původu Romů byla zakladatelka české romistiky Milena Hübschmannová.
Nejcharismatičtější romské tradice dnes nalezneme v romských osadách, ve kterých se mísí původní religiozita Romů s křesťanstvím. Romové přebírají různé kulturní prvky majority a zakomponovávají je do své původní tradice. Nelze však tvrdit, že romská tradice nějakým způsobem reflektuje indický původ Romů. Romové měli oproti majoritě v Evropě pomalejší sociokulturní vývoj. Z tohoto důvodu se můžeme u Romů setkat s praktikami, které mají svůj původ u majority, která od nich již opustila.
Duchovní život Romů tedy netvoří homogenní systém, jedná se o propojení prvků různých tradic zemí, se kterými se Romové během dějin dostali do kontaktu. Jednotlivé tradice se tedy podle lokalit mohou značně lišit. O romských náboženských představách můžeme tedy mluvit jako o synkrezi majoritních náboženských tradic a "původních" tradic romské víry.
Mluvit o "romském křesťanství" lze v souvislosti s náboženskou situací v romských osadách, kde má víra lidový, venkovský charakter (lidová religiozita). Dnes se ale také setkáváme s evangelizačním vlivem nových náboženských hnutí, která prožívají zbožnost v komunitě a vymezují se proti původní romské víře. Podle některých badatelů (Marek Jakoubek, Irena Raichová) Romové přistupují ke křesťanství pragmaticky, využívají ty stránky, které jsou pro ně přínosné.

## Vztah Romů a církve
Vzájemný vztah Romů a církve nebyl vždy jednoduchý a neměnný. Po příchodu Romů na evropská území, kde bylo majoritním náboženstvím křesťanství, chápala církev Romy jako poutníky, kající se za své činy a hledající nápravu. Romové se situovali do úlohy kajícných hříšníků z Egypta (odtud exoetnonymum Gypsies), aby byli akceptovatelní středověkou křesťanskou společností. Tento postoj byl ovlivněn především tolerancí a pochopením jak ze strany církve, tak světských feudálů. Okolo Romů se tak utvářely různé mytické báje, které reflektovaly jejich kočovný život. Jednou takovou bájí bylo, že Romové ukovali tři hřebíky, kterými byl Kristus přibit na kříž, a z toho důvodu nyní musí trpět a putovat světem. V roce 1422 vůdce romské skupiny Ondřej obdržel list od papeže Martina V., ve kterém bylo skupině umožněno putovat za očištění hříchů po dobu sedmi let, list skupině zaručoval ochranu a pomoc místních obyvatel. Po určité době si ale církev a majoritní obyvatelstvo všímá vágnosti křesťanské víry Romů a jejich vztah k  Romům se mění. Romové přijali křesťanství, ale nezbavili se svých původních praktik a starých náboženských představ. Je také pravděpodobné, že Romové patřičně neuznávali kněze jako prostředníka mezi nimi a Bohem.
V roce 1492 se projevila vyčerpaná tolerance exkomunikací Romů z církve pařížským arcibiskupem za nedodržování křesťanských zásad. Od tohoto roku byli Romové z křesťanských území vyháněni společně s Židy. Během sněmu Svaté říše římské národa německého v letech 1496–1497 padlo usnesení, podle kterého mají být Romové vyhnáni z území říše. Vrcholem represí pak bylo nařízení říšského sněmu ve Frankfurtu nad Rýnem z roku 1577, podle kterého nebylo zabití Roma zločinem. Na moravském území v té době se objevují tendence přimět Romy ke křesťanskému vyznání násilím. Děti popravených Romů v roce 1578 v Olomouci byly umísťovány do špitálů, kde měly být křesťansky vychovávány. Toto nařízení bylo později zakotveno v patentu Karla VI. v roce 1721. V době osvícenství za Marie Terezie a Josefa II. vznikají v letech 1760–1776 nařízení, která přikazovala "jakýmkoliv způsobem přimět Romy ke křesťanství".
První záznam o pokřtěném Romovi z  Moravy pochází z roku 1689, následně do 80. let 18. století jsou křty Romů běžné. V roce 1739 byl olomouckým biskupem Jakubem Arnoštem z Lichtenštejna biřmován Tomáš Daniel, který přijal jméno František. Z církevních matrik je zřejmé, že Romové přijímali všechny laickému obyvatelstvu přístupné křesťanské svátosti. Je však otázkou, zda Romové opravdu žili křesťanským způsobem života a nakolik se s křesťanskou vírou ztotožňovali.
Ačkoliv v literatuře se často uvádí, že Romové jsou katolického vyznání, v posledních letech stoupá u Romů popularita především protestantských, evangelických církví a charismatických hnutí. Náklonnost Romů k těmto církvím lze vysvětlit tím, že se v těchto církvích setkávají s větší emocionalitou a přijetím. Roku 1952 založil neromský bretaňský pastor Clement Le Cossec romskou evangelickou církev v Bretani. Tato církev měla údajně během třiceti let pokřtít asi 70 000 Romů. Dnes se k ní hlásí asi třetina Romů ve Francii a rozšířila se do celé Evropy.

## Romské náboženské tradice a kulty

### Magická ochrana novorozenců
Pro Romy je stejně důležité narození jako smrt. Těhotné ženy jsou v romských komunitách vážené a tvrdí se, že těhotná žena je silnější a odolnější proti zlým silám. Je tedy těžké ji proklít. Se samotným těhotenstvím se pojí několik pověrčivých zákazů: např. těhotná žena nesmí překročit provaz na zemi nebo dát si vytrhnout zub, protože by dítě mohlo zemřít. Pokud těhotná žena vidí oheň, nesmí si sahat na břicho, aby nemělo dítě na tváři "oheň". Nemá jíst zaječí maso, aby se dítě nenarodilo se zaječím pyskem, a nesmí překročit vodu, ve které se maso umývalo, protože by potom mohla mít výtok. Těhotné ženy také nesmějí na krku nosit velké korále (mirikle), aby se dítěti neomotala pupeční šňůra kolem krku. Nesmí se dívat na mrtvé nebo ošklivé lidi, aby neměla podobné dítě. Naopak má pít hodně mléka a jíst chlebovou kůrku, aby měla dítě světlé pleti.
Po porodu se někteří Romové bojí, že nepokřtěné dítě může být vyměněno nebo uhranuto. Křest je tedy velmi důležitý a musí být proveden co nejdříve. Dítě vyměňuje negativní bytost, která se na Slovensku nazývá různě, nejčastěji však guli daj, „sladká máma“. Dítě je vyměněno za nepěkné a plačtivé. Aby se minimalizovala možnost výměny, jsou dětem dávány do zavinovačky nejrůznější ochranné předměty podle lokality, např. vidlička, láhev se svěcenou vodou, hřeben, česnek, chléb, sůl, atd.
Dítě může být také uhranuto zlým pohledem, uhranuté dítě neustále pláče a zívá.
Ochranou proti uhranutí může být pramínek matčiných vlasů, který se ovazuje kolem zápěstí. Dnes se běžně pramen vlasů nahrazuje červenou stužkou. Pokud je již dítě uhranuté, lze jej uhranutí zbavit koupelí v uhlíkové vodě.

### Mula a poslancos
Obecně lze tvrdit, že Romové mají velkou úctu a strach z mrtvých. Hřbitov chápou jako posvátné, magické místo, na kterém se nesmí křičet a z hrobů krást květy. Duše je podle Romů hmotná a po smrti se mění na mulo (mulo znamená mrtvý), který může mít různé podoby. Může se jednat o zvíře, přízrak nebo antropomorfní bytost. Často je bez tváře nebo na sebe bere podobu některého člena rodiny nebo cizího člověka. Romové věří, že kdyby zahlédli pravou tvář mula, zemřeli by. Někteří Romové věří, že mulo vypadá tak, jak vypadal za života.
Mula lze rozdělit na dobré, kteří přinášejí nějakou zprávu, a špatné, kteří přicházejí strašit nebo se mstít, často pro porušení některého zákazu (sebrání kytky ze hřbitova, nevložení oblíbeného předmětu do hrobu) nebo špatně vykonaný pohřební rituál. Proti mulům existují různé obranné formule, např. "běž tam, kde tě Pán Bůh opustil".
Poslancos je obdoba české smrtky. Zdravý člověk jej vidět nemůže, vidí jej pouze nemocný, pro kterého si poslancos přichází. Má na sobě dlouhý černý kabát a klobouk. Vzhledem k tomu, že si poslancos přichází pro nemocného, není příliš žádoucí se proti němu bránit, protože mnohdy je pro nemocného lepší tento svět opustit.

### Pohřby
Duch opouští tělo třetí den po smrti. Většinou po tři dny se v domě vesele pije, povídají se veselé historky. Tomuto obřadnímu hodování u mrtvého se říká vartování. Pohřební rituály se pak liší podle jednotlivých zemí.
Romové nejčastěji pohřbívají do země. Do hrobu zesnulého dávají nejrůznější předměty, které mu za jeho života byly blízké, např. peníze, zlato, láhve alkoholu, housle, mobilní telefony. Smyslem těchto rituálů je zajistit posmrtný blahobyt zesnulému, který se může vracet na svět jako mulo, pokud mu v záhrobí chybí některé předměty. Pro ty se pak vrací do světa živých a straší pozůstalé. Případné revenanci se má předejít tím, že se mrtvému nedají do rakve boty. Smrt u Romů předvídá černý pták.

### Čarodějnictví a magie
Někteří Romové věří v čarodějnice a magické praktiky, kde je výrazně zastoupena záškodnická magie, která má poškodit druhé. Mezi tyto praktiky patří tzv. promodlívání, které představuje neveřejnou, záškodnickou praktiku, kdy se modlíme za to, aby se druhé osobě stalo něco špatného. Činí se tak nejčastěji v přítomnosti svatých obrázků. Další tradiční romskou praktikou je zaklínání a proklínání, které je veřejné. Během proklínání se obracíme na Boha jako svědka a zároveň ho prosíme o službu. Proti těmto magickým praktikám se lze bránit pitím svěcené vody, modlením se nebo ohněm, který odhání čarodějnice.
V některých oblastech se věří v očarování muže ženou. Pokud žena chce muže, který se jí líbí, zabije zvíře a nechá jej pomalu zemřít na slunci, muž má potom cítit každou bolest zvířete, dokud nepřijde za ženou. Ženy také mohou muži zašít chlupy ze svého ohanbí do nohavic, aby muž měl svoji ženu stále při sobě a netoužil po jiné. Očarovat muže lze i menstruační krví ženy, která je potajmu muži přilévána do nápojů.

### Kult svaté Sáry
Patronkou Romů je Černá Sára (Kalí Sára), která je uctívána především ve Francii. Jde o romskou obdobu Panny Marie a její původ lze pravděpodobně hledat u hindské bohyně Kalí. Socha Černé Sáry se nachází ve francouzském Saintes-Marines-de-la-Mer, kde se od roku 1953 katolická církev začala oficiálně angažovat. Pouť k soše Černé Sáry se koná každoročně v květnu. Tento kult se rozšiřuje do celé Evropy včetně Česka a Slovenska, kde ale je zajímavý především pro romské aktivisty a proromsky orientované intelektuály.

### Představa Boha, svaté sošky a domácí oltáře
Pro Romy je často problematické přijímat některá křesťanská dogmata, nejčastěji dogma o Svaté Trojici. Často členy Svaté Trojice různě kombinují např. Bůh – Duch – Otec nebo Bůh – Syn – Panna Maria. O Bohu hovoří jako o duchu, častěji si jej však představují bez abstrakce jako velkého muže. Často se Bůh spojuje se svatými obrázky. Mnoho Romů nechodí do kostela, protože tvrdí, že Bůh je s nimi. Nemají tedy důvod se modlit v kostele s knězem, modlitba je stejně platná kdekoliv jinde. V romských obydlích jsou časté nejrůznější svaté obrázky a sošky, které někdy vytvářejí malý oltář, místo k modlitbě.

## Romové a protestantské církve a hnutí v Česku
Podle literatury se většina Romů hlásí k římsko-katolické církvi. Po roce 1989 začínají mít Romové v oblibě různé evangelické a charismatické církve a hnutí. Tradiční romské praktiky a víry jsou církvemi chápány spíše negativně a Romové se těchto praktik po konverzi často zbavují a zaujímají vůči nim odmítavý postoj. Sami sebe po konverzi vnímají jako "znovuzrozené", očištěné Romy.
Poslední dobou je pozorováno, že po konverzi k těmto církvím dochází u Romů k pozitivním sociálním změnám a k inkluzi, která se projevuje především poklesem kriminality a užívání návykových látek.

### Církve a hnutí zaměřující se na Romy v Česku

#### Letniční hnutí
V České republice je několik církví, které se orientují na romskou komunitu. Jedním z prvních hnutí, které po sametové revoluci získalo oblibu Romů, bylo letniční hnutí, které svoji popularitu získalo pravděpodobně svým entuziasmem a hlubokým prožíváním víry. Dnes je na území Čech a Moravy několik set romských letničních věřících.
Letniční hnutí nevyžaduje znalost církve a nemá pevně stanovenou liturgii. Důležité je emocionální nasazení kazatelů i věřících. Výrazným rysem letničního hnutí je produkce hudby, a to nejen popové, která má sakrální charakter, ale i romské. Romskými muzikanty jsou zpívány romské písně v romštině, češtině nebo slovenštině. Po každé písni následuje bouřlivá odezva věřícího publika. Zpěvem a tancem je zprostředkován osobní kontakt s Bohem.
V letničním hnutí oproti katolické církvi je kladen větší důraz na kněze, pastora a jeho charakter. Součástí letničního hnutí je např. Slovo života a další neoletniční a charismatická hnutí působící na Slovensku.

#### Bratrská jednota baptistů
Bratrská jednota baptistů je církev hlásící se k duchovnímu odkazu „anabaptistů“, novokřtěnců, pro které je významný křest, chápaný jako uvědomělý akt konverze. Křtít se mohou pouze dospělí, protože si jsou plně vědomi, co křest znamená, křest dětí není platný. Baptisté kladou velký důraz na misie a šíření evangelia. Neuznávají vnitřní církevní hierarchii, mezi knězem a laiky nespatřují zásadní rozdíl, každý člen může zasahovat do sborových záležitostí. Kazatel bývá volen a členství není dědičné. Do baptistických sborů pronikaly vlivy letničního hnutí, které způsobily dočasné rozbroje ve sborech. Podoba bohoslužeb však zůstala zachována. Dnes mají baptisté v Česku 37 sborů a hlásí se k nim 3622 osob.

#### Odel Hin Drom
Odel Hin Drom je brněnské baptistické sdružení. Dobře reflektuje původní romské praktiky (magické praktiky, revenantismus apod.), vnímá je jako součást svého života před konverzí. Po konverzi jsou tyto praktiky členy sboru vědomě vnímány jako negativní a jsou spojovány se Satanem. Členové tohoto sboru se po konverzi stále chápou jako Romové, avšak jako noví, očištění, zbavení špatných návyků.

#### Armáda spásy
Armáda spásy je mezinárodní křesťanská organizace s „polovojenskou“ strukturou. Její činnost není pouze duchovní, ale i sociální. Zaměřuje se na sociálně slabé a vyloučené. V Brně bylo v rámci Armády spásy zřízeno romské středisko Dživipen.
Příklady dalších sborů:
Podle Zuzany Jurkové se Romové v Česku nacházejí v církvích ovlivněných letničním hnutím. Např.:
Pravoslavná církev Rokycany: má prvního romského kazatele Davida Dudáše a bohoslužeb se účastní několik desítek lidí.
Českobratrská církev evangelická Cheb: charismaticky orientovaný a ze zahraničí podporovaný sbor.
Jednota bratrská Hejnice, Nýrsko, Dolní Podhůří: již několik let existující sbor specifický svým smíšeným charakterem.
Apoštolská církev Chomutov, Orlová